# Il suo cuore/I vecchi amici
Il suo cuore/I vecchi amici è un album in studio di Marcello Giombini, pubblicato dalla Pro Civitate Christiana nel 1969 e ristampato successivamente nel 1972. Si tratta del secondo album della raccolta Salmi per il nostro tempo. È stato interpretato dal gruppo beat Clan Alleluia, con le voci soliste di Ernesto Brancucci, Alessandro Colavicchi e Mario Dalmazzo.
È stato registrato agli studi International Recording di Roma

## Tracce
LATO A
1. Il suo cuore
2. Eli, Eli, lamma sabactani!
3. I prati sono verdi
4. Uscite dal guscio
5. Sento i passi
6. Ogni uomo
7. Il Signore è la luce
8. Tu non mi senti
9. Diamo a Dio
10. Voglio ringraziarti

LATO B
1. I vecchi amici
2. Beato chi
3. Bisogna gridare la gioia
4. Se cercate la luce
5. Mille occhi
6. Buoni e cattivi
7. Ti sei costruito
8. Il male è la morte
9. Vorrei vedere
10. Stavo annegando

## Formazione
- Paolo Taddia - batteria
- Alberto Ciacci - basso
- Marcello Giombini - organo
- Gerolamo Gilardi, Mario Molino - chitarra
- Maria Cristina Brancucci, Ernesto Brancucci, Alessandro Colavicchi, Mario Dalmazzo - voce